# Zygonoides
Zygonoides là một chi chuồn chuồn ngô thuộc họ Libellulidae. Đây là loài đẹp và có kích thước lớn. Ba loài ở châu Phi và một loài, F. lachesis, ở Madagascar.

## Loài
Chi này chứa trong các loài sau:
- Zygonoides fraseri (Pinhey, 1955)
- Zygonoides fuelleborni (Grünberg, 1902),[3] Robust Bottletail,[3] Robust Riverking[4]
- Zygonoides lachesis (Ris, 1912)
- Zygonoides occidentis (Ris, 1912)